# 강비에 제도

강비에 제도의 기

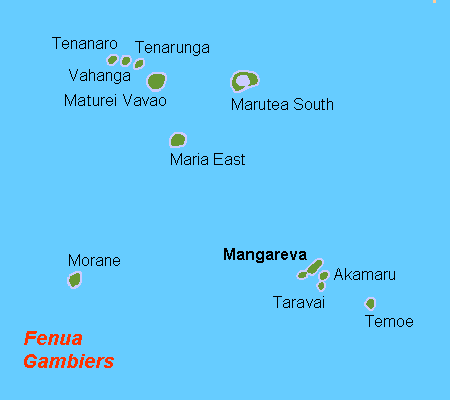
강비에 제도의 지도

강비에 제도(프랑스어: Îles Gambier, Archipel des Gambier, 영어: Gambier Islands)는 남태평양 프랑스령 폴리네시아에 있는 군도이다. 면적은 약 31km2이며 인구는 2006년 인구 조사 결과 1,103명이었다. 가장 높은 곳은 망가레바 섬(Mangareva)에 있는 뒤프산(Mont Duff)이며, 해발 441m이다.
강비에 제도는 투아모투 제도와 결합해 프랑스령 폴리네시아의 다섯 행정 구역(subdivisions administratives) 가운데 하나를 형성한다. 수도는 망가레바섬(Mangareva)이다.